# Région de Skopje
La région de Skopje (en macédonien : Скопски Регион) est une des huit régions statistiques de la Macédoine du Nord. La région de Skopje est située dans le nord du pays et est frontalière du Kosovo. Elle porte le nom de la capitale macédonienne, Skopje et elle est la région la plus peuplée du pays.

## Communes
La région de Skopje regroupe huit communes :
- Aračinovo
- Čučer-Sandevo
- Ilinden
- Petrovec
- Skopje
- Sopište
- Studeničani
- Zelenikovo

## Démographie

### Population
Selon le recensement de 2021, la région de Skopje compte 607 007 habitants.
| 1994 | 2002    | 2021    |
| ---- | ------- | ------- |
| -    | 578 144 | 607 007 |